# Església de Sant Vicenç de Montalt
L'Església de Sant Vicenç de Montalt és una església gòtica de Sant Vicenç de Montalt (Maresme) inclosa a l'Inventari del Patrimoni Arquitectònic de Catalunya.

## Descripció
Església d'una sola nau, d'estil gòtic tardà. Té un campanar de torre quadrada i fortificacions que encara dominen la façana; el portal de 1598, simple, és renaixentista i coronada amb un frontó triangular és obra de Pierre Balquer. Els magnífics retaules -un, entre renaixentista i barroc, és obra d'Agustí Pujol (1616-18) amb la col·laboració amb Gabriel Munt i Sebastià Carbonell; el del Roser, obra barroca de Domènech Rovira i Josep Tramulles (1648); i el tercer, també barroc, dedicat a sant Isidre, obra de Pau Costa (1704)- varen ser cremats amb altres objectes artístics el 1936. L'any 1886 s'afegí una capella del Sagrament. Els elements de defensa hi són presents i resten encara les mènsules del matacà per defensar el portal de l'entrada.

## Història
L'església parroquial de Sant Vicenç de Montalt, dita abans de Caldes o de Llavaneres, fou bastida damunt la primitiva a finals del segle xvi, arran de la seva independència com a parròquia. S'inicià el 1591 i per dur-la a terme es va contractar el mestre de cases Dionís Torres de Calella. L'estil gòtic tardà era freqüent encara a l'època.